# Cautio damni infecti
La Cautio damni infecti era una stipulatio imposta dal pretore cui si ricorreva nella fattispecie in cui ci fosse il ragionevole timore che un edificio su un fondo altrui potesse recare danno al proprio fondo. L'attore, ricorrendo a tale cautio, avrebbe potuto avere la certezza, che, qualora il danno temuto si fosse verificato, avrebbe ricevuto il risarcimento del danno.
Senza un apposito rimedio per il danno temuto il dominus del fondo danneggiato non avrebbe potuto di norma pretendere né il risarcimento né una pena pecuniaria sostanzialmente corrispondente al risarcimento.

Il rifiuto di prestare la cautio era sanzionato dal pretore con missio in possessionem limitatamente all'immobile dal quale si temeva il danno.